# SkiHorizon
 (mars 2011).
Si vous disposez d'ouvrages ou d'articles de référence ou si vous connaissez des sites web de qualité traitant du thème abordé ici, merci de compléter l'article en donnant les références utiles à sa vérifiabilité et en les liant à la section « Notes et références ».
SkiHorizon, qui fait partie du Groupe Sundio, est spécialisé dans la location de vacances à la montagne.

## À propos de SkiHorizon
SkiHorizon est un voyagiste Internet, spécialisé dans la vente de séjours au ski. En tant que leader européen des vacances aux sports d’hiver, le site offre un large choix de vacances à la montagne mais aussi un grand nombre de services relatifs au ski. SkiHorizon propose des hébergements de tous genres et toutes gammes : chalets, hôtels, appartements, villages vacances dans plus de 250 stations en France, en Allemagne, Autriche, Italie,  Suisse et en Andorre.  
Les options proposées à la carte ou en formule sont : la location du matériel de ski, la réservation des forfaits et des cours de ski, la commande des paniers repas et la souscription à diverses assurances. Les réservations peuvent être réalisées en ligne sur le site sécurisé de SkiHorizon ou par téléphone auprès d’un conseiller.    
La société possède une partie des hébergements qu'elle propose en France. Les bureaux de SkiHorizon sont situés en France.   
Par ailleurs, SkiHorizon a créé son blog, le Guide des vacances au ski.  

## Historique
2000 : Création de SkiHorizon
2012 : Rachat de SkiHorizon par le groupe Sundio

## Chiffres d'affaires
2006 : 30 millions d'euros
2005 : 
23 millions d'euros 
2004 : 17 millions d'euros 
2003 : 12 millions d'euros